# Хартсёйкер, Эрик
Эрик Хартсёйкер (нидерл. Erik Hartsuiker, род. 19 октября 1940) — голландский спортсмен, гребец, бронзовый призёр Летних Олимпийских игр 1964 года.

## Биография
Эрик Хартсёйкер родился 19 октября 1940 года в Авереесте, провинция Оверэйссел. Изучал гражданское нотариальное право в Утрехтском университете. Во время обучения в этом заведении тренировался на база клуба «Triton». После завершения выступления на спортивных соревнованиях он начал свою профессиональную карьеру в качестве помощника нотариуса в одной из кантор в Амстердаме. В 1977 году он работал в трастовой компании на острове Кюрасао. На сегодняшний день Хартсёйкер выступает в качестве старшего советника в амстердамской компании «New Amsterdam Cititrust B.V.».

### Спортивная карьера
На Летних Олимпийских играх 1964 года в Токио Бос принимал участие в составе голландской команды двоек распашных с рулевым, где он выступал в роли рулевого. В финальном заплыве Хартсёйкер, Ян Юст Бос и Херман Рауве стартовали вторыми, но были опережены гребцами из Франции после прохождения отрезка дистанции в 500 м. В итоге, с результатом 08:23.420 они заняли третье место, уступив первенство соперникам из Франции (08:23.150 — 2е место) и США (08:21.330 — 1е место).
Следующие Летние Олимпийские игры в которых Хартсёйкер принял участие были соревнования 1968 года в Мехико, Мексика. Выступая в составе четвёрки распашной с рулевым, его команда достаточно неудачно завершила заплыв. С результатом 6:51.77 голландские гребцы финишировали лишь девятыми.